# Amtsgericht Lichtenberg

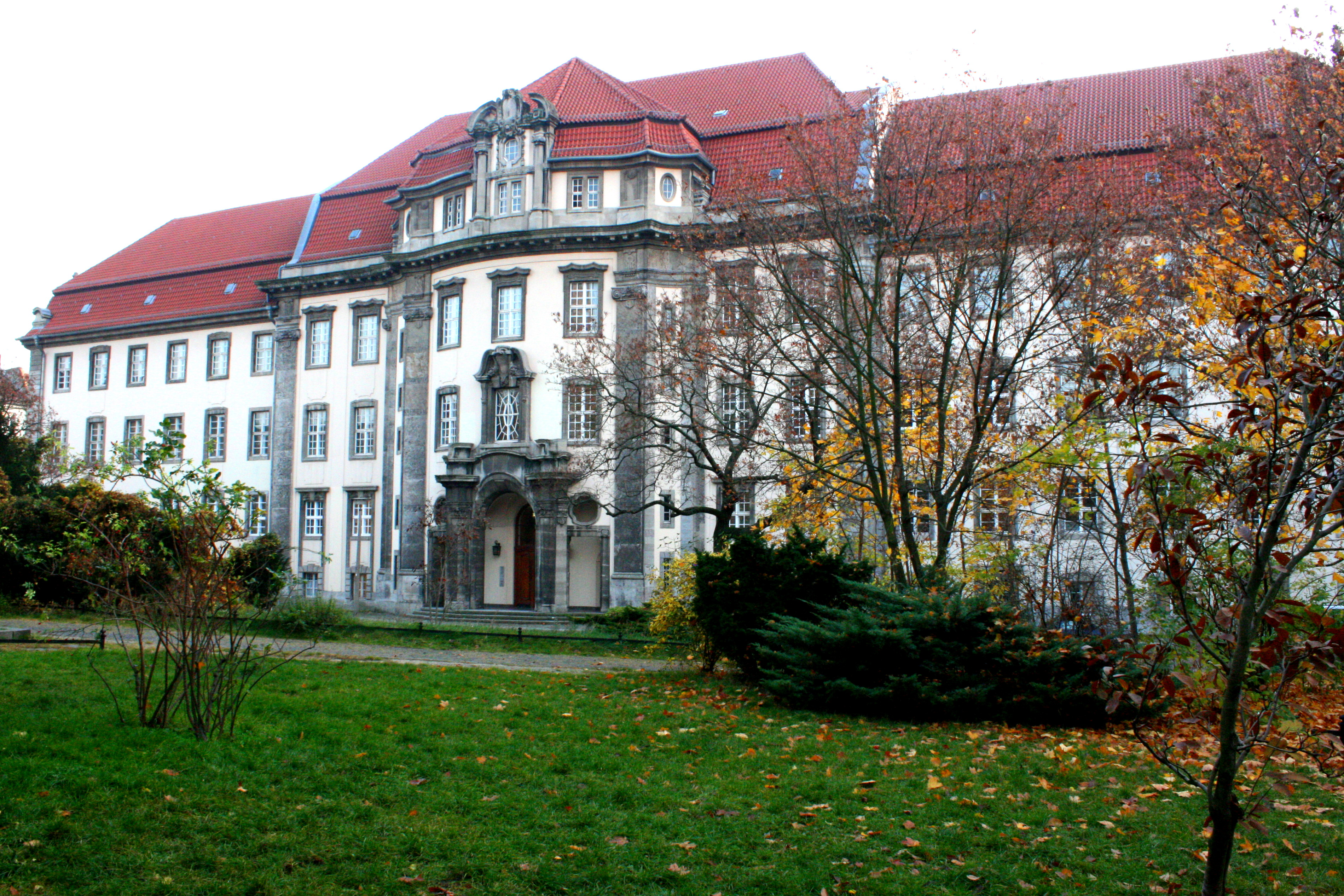
Amtsgericht Lichtenberg

Das Amtsgericht Lichtenberg ist ein Amtsgericht in Berlin, das im Vorfeld zur Verleihung des Stadtrechts an die damalige Gemeinde Lichtenberg gebaut wurde. Es ist für den Amtsgerichtsbezirk Berlin-Lichtenberg des Landgerichtes Berlin zuständig, der den Bezirk Lichtenberg und den Bezirk Marzahn-Hellersdorf umfasst. Darüber hinaus ist dem Gericht das Zentrale Grundbucharchiv angegliedert, in dem die alten Grundbuchfolianten und alte Grundakten für den ehemaligen Ostteil Berlins gelagert werden. Das Gebäude ist Teil eines Denkmalkomplexes.

## Zuständigkeiten
Da in Berlin Strafverfahren zentral im Kriminalgericht Moabit bearbeitet werden (dort haben das Amtsgericht Tiergarten und die Strafkammern des Landgerichtes Berlin ihren Sitz) handelt es sich beim Amtsgericht Lichtenberg um ein reines Zivilgericht für die im Gerichtsbezirk wohnenden rund 550.000 Einwohner und die dort ansässigen Unternehmen.
In dem Gericht werden vorwiegend Zivilprozesse verhandelt. Daneben ist es unter anderem Betreuungsgericht, Grundbuchgericht, Nachlassgericht, Zwangsvollstreckungsgericht (einschließlich der Zwangsversteigerungen von Grundstücken) und Insolvenzgericht (für Privatinsolvenzen).
Neben dem Hauptgebäude am Roedeliusplatz 1 in Lichtenberg unterhielt das Gericht von Anfang 2009 bis April 2012 noch die Zweigstelle Hohenschönhausen in der Wartenberger Straße 40 in Neu-Hohenschönhausen, die im April 2012 aufgelöst wurde (Umzug in das dann umgebaute Hauptgebäude). Bei dieser Zweigstelle handelte es sich um das ehemals (1996–2008) selbstständige Amtsgericht Hohenschönhausen, dessen Aufgaben vom Amtsgericht Lichtenberg übernommen wurden.
Im Amtsgericht Lichtenberg sind rund 250 Mitarbeiter, davon 23 Richter beschäftigt (Stand: 2019).

## Geschichte
Mit dem Gesetz, betreffend die Gerichtsorganisation für Berlin und Umgebung vom 16. September 1899 wurden die Gerichte in Berlin neu organisiert. Neu gebildet wurde das Landgericht Berlin III und diesem nachgeordnet das Amtsgericht Lichtenberg. Der Gerichtsbezirk setzte sich danach wie folgt zusammen: aus dem Landkreis Niederbarnim die Amtsbezirke Biesdorf, Friedrichsfelde, Hohenschönhausen, Boxhagen-Rummelsburg, Lichtenberg und Stralau ohne die Teile, die dem Amtsgericht Berlin-Mitte zugeordnet waren.
Mit der Zusammenlegung der Berliner Landgerichte kam das Amtsgericht Lichtenberg 1933 zum Landgericht Berlin.
Nach 1945 diente das Amtsgericht Lichtenberg  als Standort des Sowjetischen Militärtribunals Nr. 48240, und unmittelbar jenseits der Magdalenenstraße befand sich von 1950 bis 1989 die Zentrale des Ministeriums für Staatssicherheit.

## Gebäude

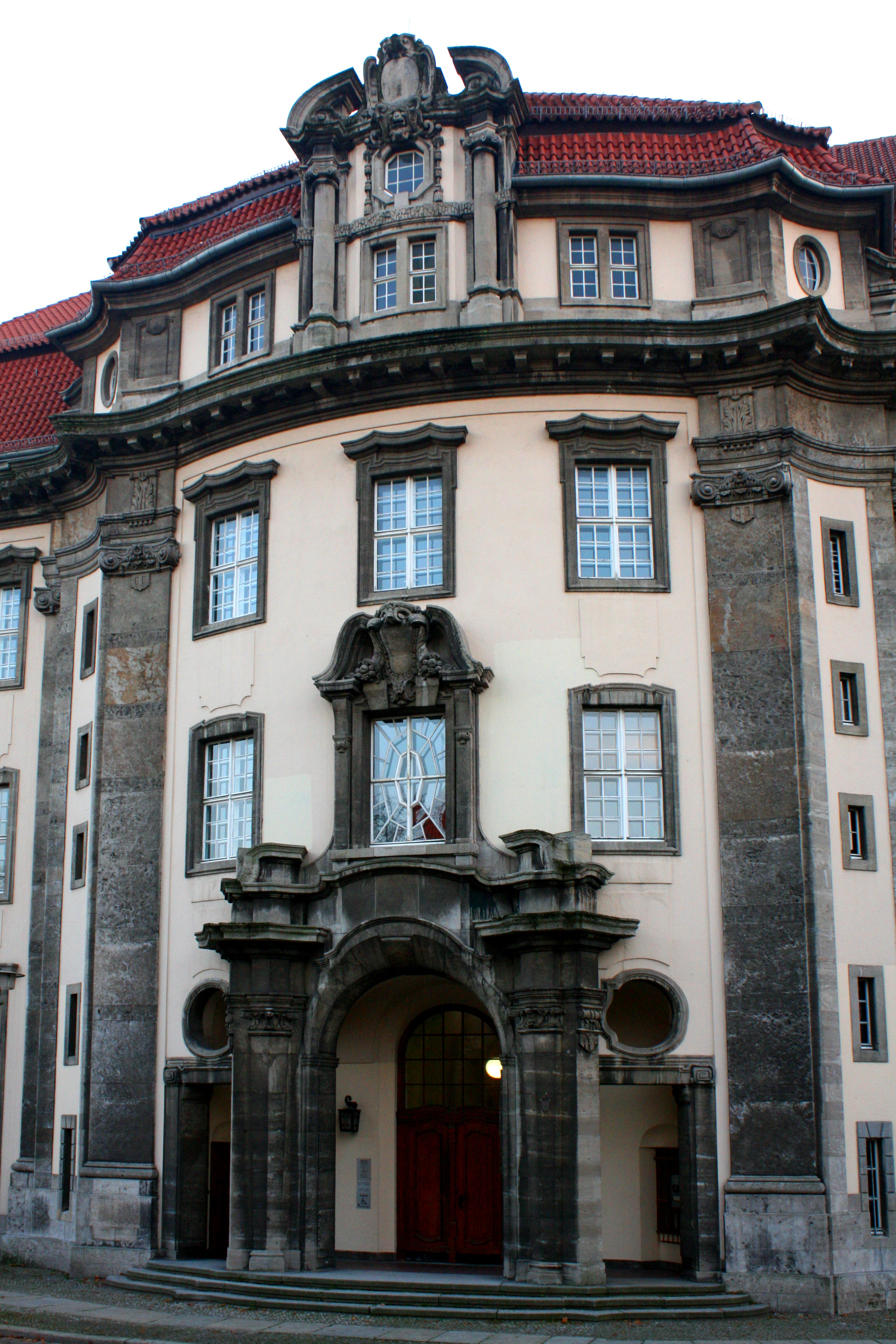
Haupteingang und zentrale Fassade

Der am Roedeliusplatz (historisch: Wagnerplatz) gelegene Altbau des Amtsgerichts Lichtenberg bildet als Teil der Gesamtanlage des Platzes einen unter Denkmalschutz stehenden Denkmalbereich.
Das Gerichtsgebäude wurde von den Baubeamten Paul Thoemer und Rudolf Mönnich beim preußischen Ministerium der öffentlichen Arbeiten in Anlehnung an westfälische Barockbauten entworfen. Die Pläne wurden in den Jahren 1902/1903 baulich umgesetzt.
Das für zehn Justizabteilungen konzipierte Gebäude verfügt über ein im österreichischen Barockstil gehaltenes Treppenhaus, das mit allegorischem Figurenschmuck ausgestattet ist. Hinter dem Gebäude schließt sich die heutige Justizvollzugsanstalt für Frauen an, deren Altbautrakt mit dem Gebäude des Amtsgerichtes zu Beginn des 20. Jahrhunderts als Gefängnis mit Platz für 100 Arrestanten erbaut wurde.

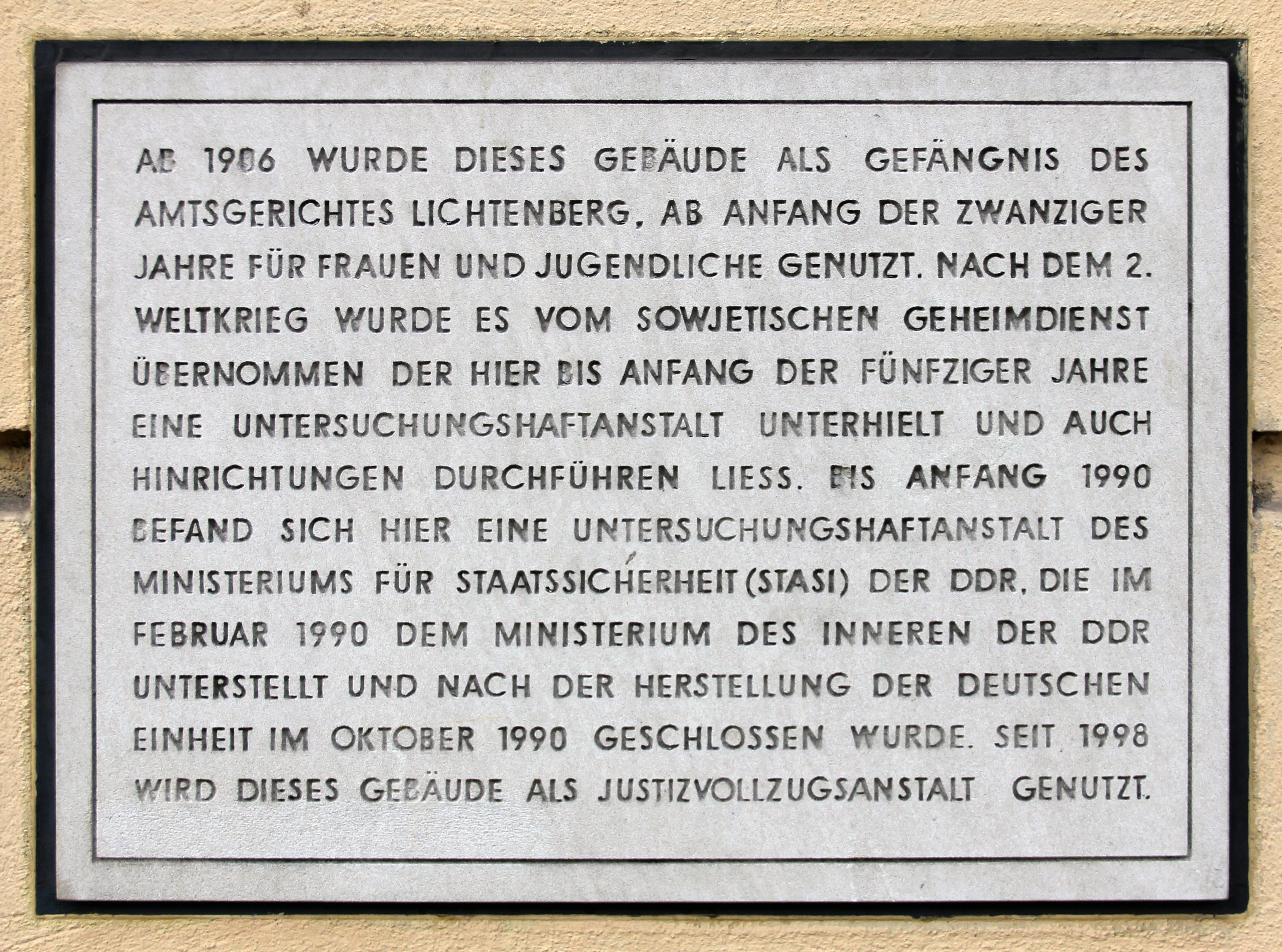
Gefängnis des Amtsgerichts Lichtenberg
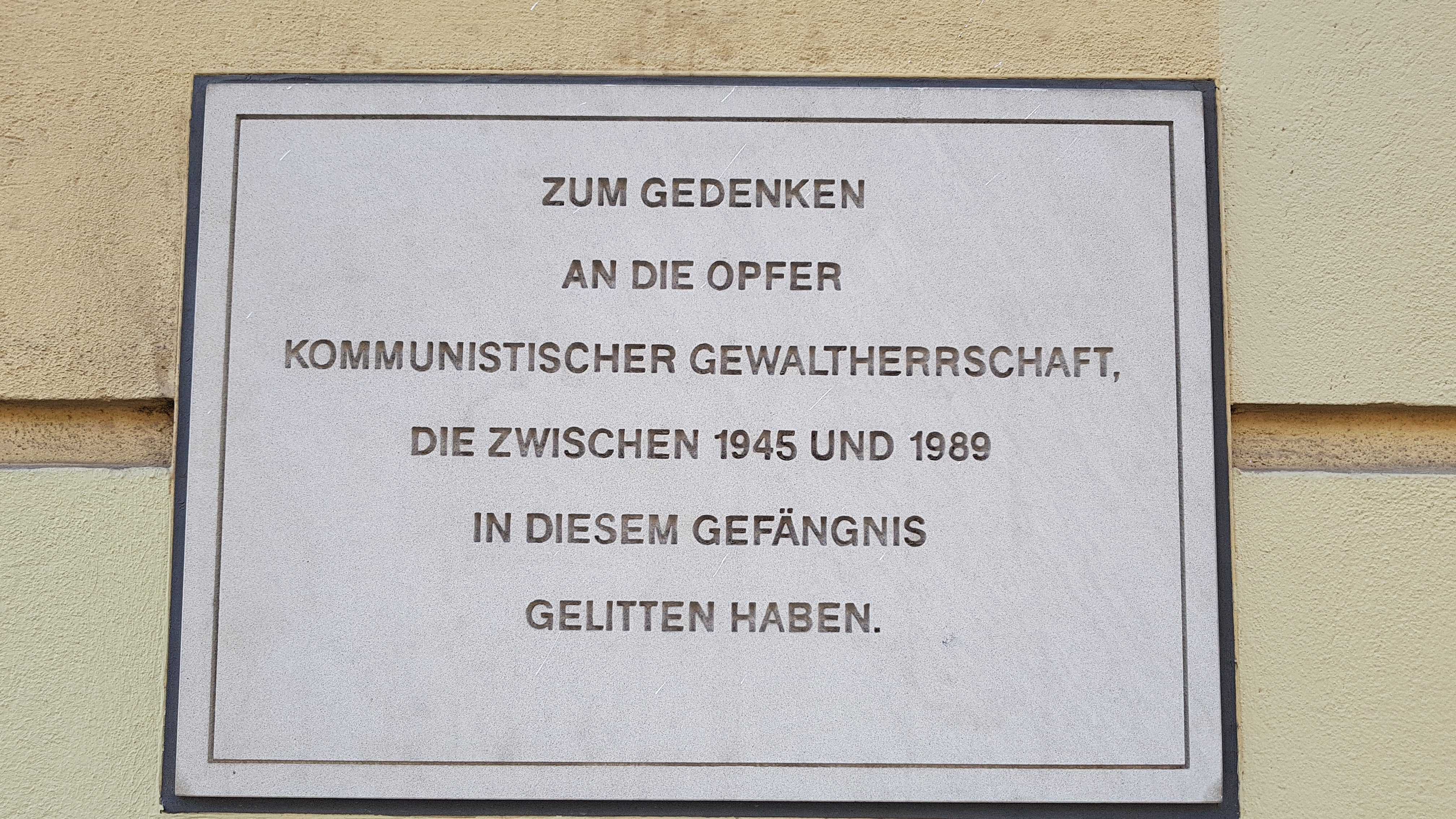
Gedenktafel für die Opfer kommunistischer Gewaltherrschaft in der Zeit von 1945 bis 1989
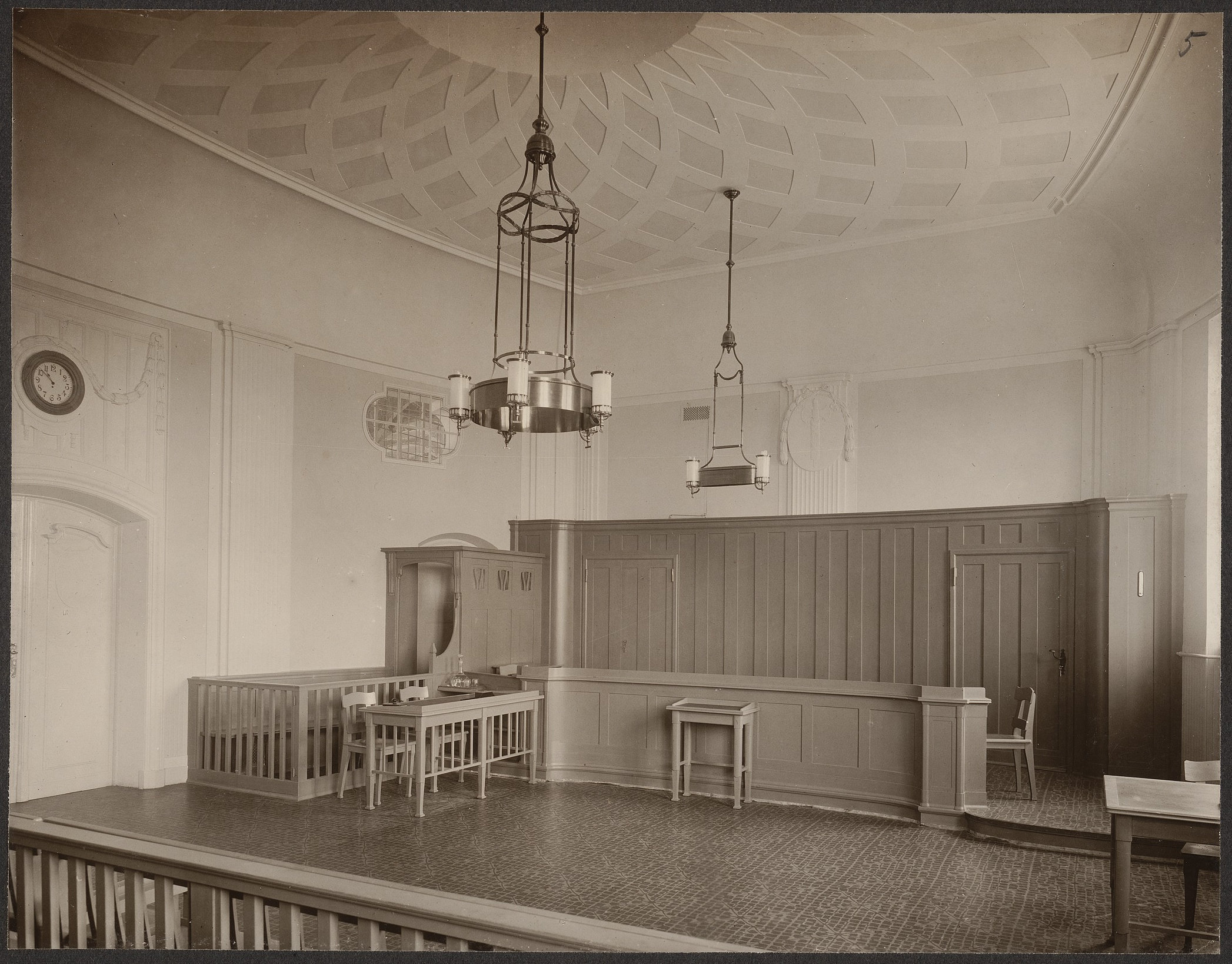
Gerichtssaal, ca. 1903–1906
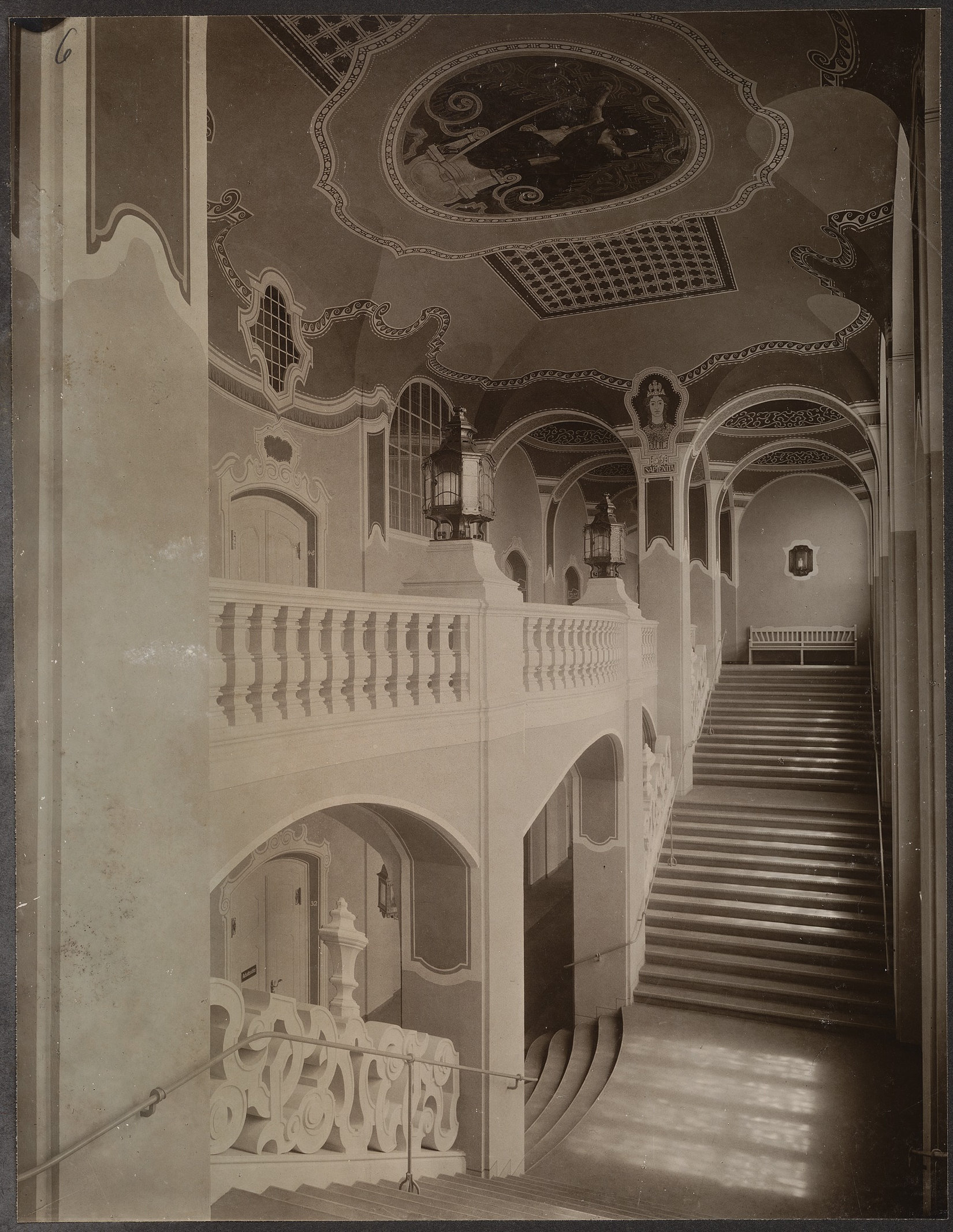
Haupttreppenhaus, ca. 1903–1906
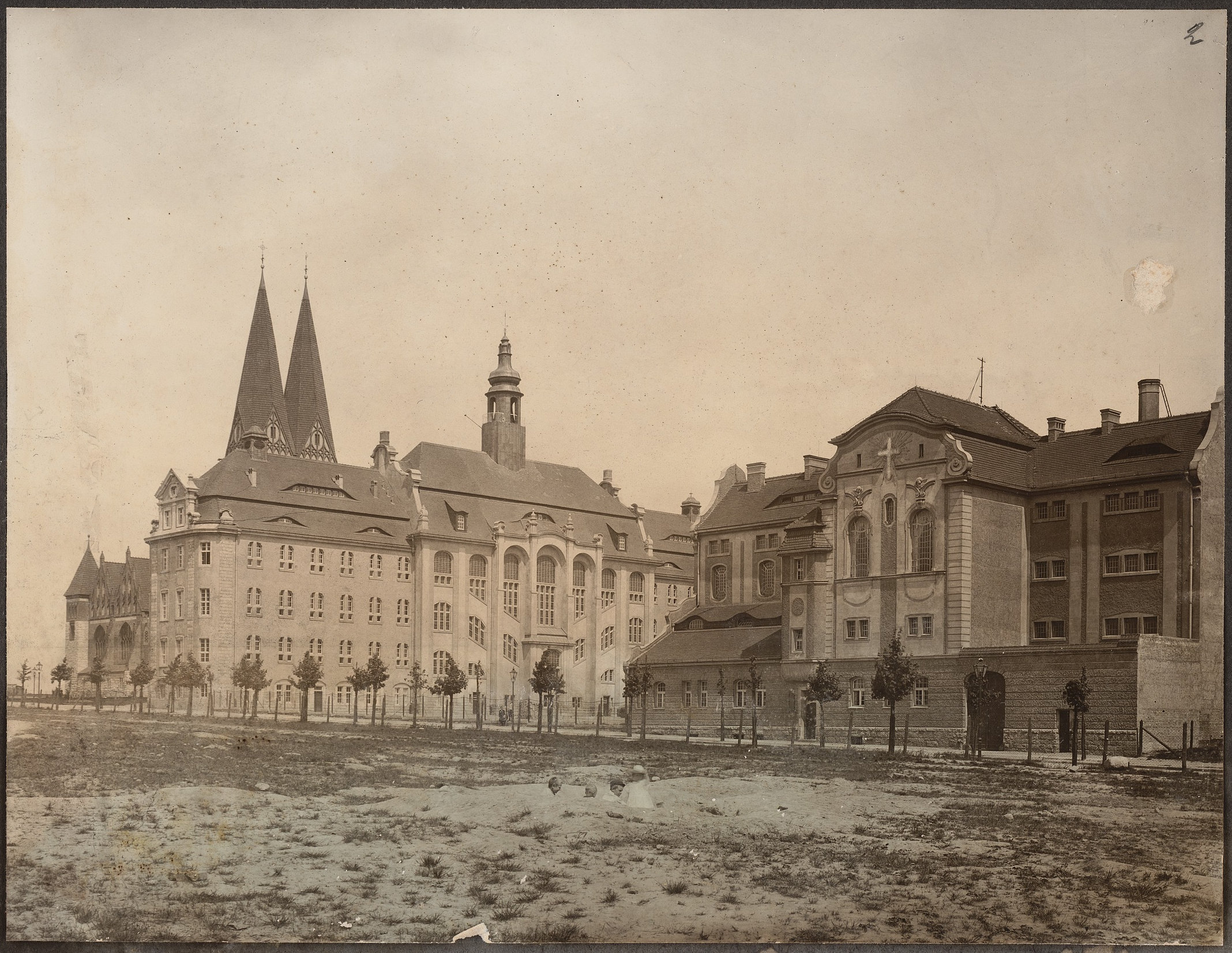
Ansicht, ca. 1903–1906
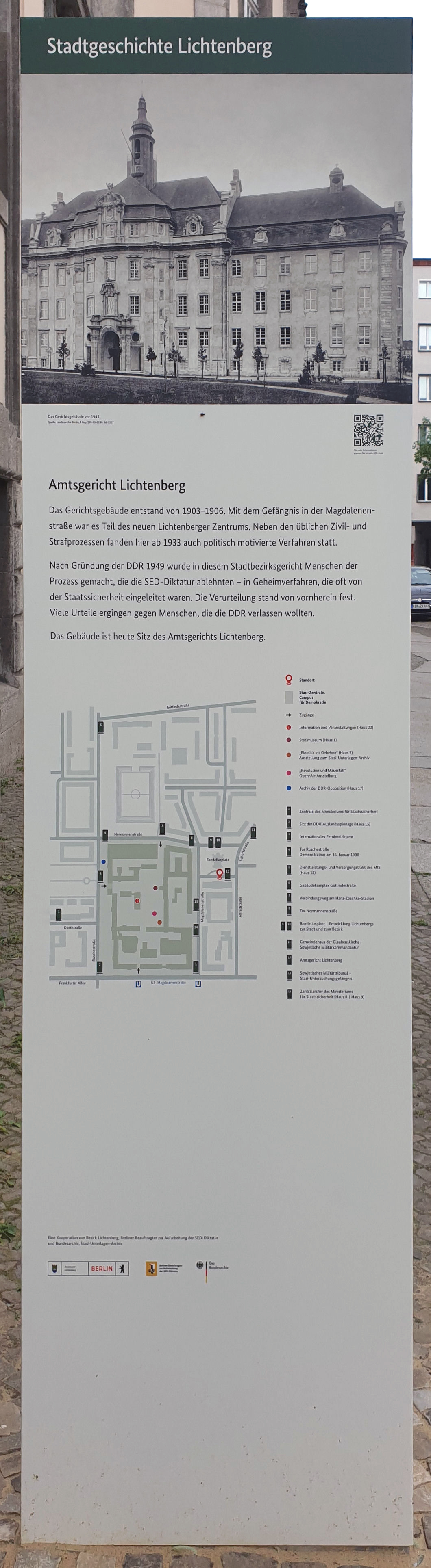
Gedenktafel am Amtsgericht